# Fallbrook, Kalifornien
Fallbrook är en ort (CDP) i San Diego County, i delstaten Kalifornien, USA. Enligt United States Census Bureau har orten en folkmängd på 30 534 invånare (2010) och en landarea på 45,4 km².